# Bahnstrecke Marktoberdorf–Füssen
| |                      |                              |                              |
| Streckennummer (DB): | 5441                 |                              |                              |
| Kursbuchstrecke (DB): | 974 404r (1946)      |                              |                              |
| Streckenlänge: | 30,682 km            |                              |                              |
| Spurweite: | 1435 mm (Normalspur) |                              |                              |
| Streckenklasse: | C4                   |                              |                              |
| Minimaler Radius: | 172 m                |                              |                              |
| Streckengeschwindigkeit: | 80 km/h              |                              |                              |
| Zugbeeinflussung: | PZB                  |                              |                              |
| |                      |                              |                              |
| \| \| \| von Biessenhofen \| \| \| \| −0,106 \| Marktoberdorf \| 729 m \| \| \| \| nach Lechbruck \| \| \| \| 0,530 \| Marktoberdorf Schule \| Marktoberdorf Schule \| \| \| 4,590 \| Leuterschach (ehem. Bf) \| 745 m \| \| \| 4,702 \| Lobach (59 m) \| Lobach (59 m) \| \| \| 8,040 \| Balteratsried \| Balteratsried \| \| \| 11,345 \| Lengenwang \| 806 m \| \| \| 14,090 \| Hörmatzen \| Hörmatzen \| \| \| 16,568 \| Seeg (ehem. Bf) \| 819 m \| \| \| 19,700 \| Enzenstetten \| 830 m \| \| \| 22,154 \| Weizern-Hopferau \| 805 m \| \| \| 25,500 \| Reinertshof \| Reinertshof \| \| \| 27,070 \| Hopfensee \| Hopfensee \| \| \| \| Anschluss Allgäu-Kaserne \| \| \| \| 28,861 \| Füssen Stadt Füssen (Awanst) \| Füssen Stadt Füssen (Awanst) \| \| \| 30,495 \| Füssen \| 797 m \| \| \| \| \| \| \| Quellen: [1][2][3][4][5][6] \| \| \| \| |                      |                              |                              |
| Strecke |                      | von Biessenhofen             | von Biessenhofen             |
| Bahnhof | −0,106               | Marktoberdorf                | 729 m                        |
| Abzweig geradeaus und ehemals nach links |                      | nach Lechbruck               | nach Lechbruck               |
| Haltepunkt / Haltestelle | 0,530                | Marktoberdorf Schule         | Marktoberdorf Schule         |
| Haltepunkt / Haltestelle | 4,590                | Leuterschach (ehem. Bf)      | 745 m                        |
| Brücke über Wasserlauf | 4,702                | Lobach (59 m)                | Lobach (59 m)                |
| ehemaliger Haltepunkt / Haltestelle | 8,040                | Balteratsried                | Balteratsried                |
| Bahnhof | 11,345               | Lengenwang                   | 806 m                        |
| ehemaliger Haltepunkt / Haltestelle | 14,090               | Hörmatzen                    | Hörmatzen                    |
| Haltepunkt / Haltestelle | 16,568               | Seeg (ehem. Bf)              | 819 m                        |
| ehemaliger Haltepunkt / Haltestelle | 19,700               | Enzenstetten                 | 830 m                        |
| Bahnhof | 22,154               | Weizern-Hopferau             | 805 m                        |
| ehemaliger Haltepunkt / Haltestelle | 25,500               | Reinertshof                  | Reinertshof                  |
| ehemaliger Haltepunkt / Haltestelle | 27,070               | Hopfensee                    | Hopfensee                    |
| Abzweig geradeaus und von rechts |                      | Anschluss Allgäu-Kaserne     | Anschluss Allgäu-Kaserne     |
| Blockstelle | 28,861               | Füssen Stadt Füssen (Awanst) | Füssen Stadt Füssen (Awanst) |
| Kopfbahnhof Streckenende | 30,495               | Füssen                       | 797 m                        |
| |                      |                              |                              |
| Quellen: |                      |                              |                              |

Die Bahnstrecke Marktoberdorf–Füssen ist eine eingleisige, nicht elektrifizierte Nebenbahn in Bayern. Die 30,682 Kilometer lange Stichstrecke führt im Allgäu von Marktoberdorf nach Füssen.

## Geschichte

### Vorgeschichte und Bau
Füssen forderte bereits 1859 einen Anschluss an das Bahnnetz, den der bayerische Landtag aber erst am 1. Juni 1870 genehmigte. Aufgrund des Deutsch-Französischen Krieges von 1870 bis 1871 wurde die Bahnstrecke jedoch nicht ausgeführt. 1874 wurde schließlich das Teilstück Biessenhofen–Oberdorf als Vizinalbahn genehmigt und bis zum 1. Juni 1876 ausgeführt.
1886 wurde den beiden Ingenieuren Theodor Lechner und Victor Krüzner mit ihrem Unternehmen Lokalbahnbau- und Betriebsunternehmung Lechner & Krüzner eine Projektierungskonzession für die Fortsetzung der Strecke nach Füssen erteilt. Es wurden Varianten östlich und westlich des Hopfensees untersucht. Man entschied sich schließlich für eine Streckenführung westlich des Sees.
Nach Abschluss der Planungen wurde 1887 eine Bau- und Betriebskonzession durch die Lokalbahn Aktien-Gesellschaft (LAG) eingereicht, in die das Lokalbahnbau- und Betriebsunternehmung Lechner & Krüzner aufgegangen war. Diese wurde am 14. März 1888 von Prinzregent Luitpold unterzeichnet. Parallel dazu wurden Verhandlungen mit den Grundstückseigentümern und der ortsansässigen Industrie über Zuschüsse geführt. Am 30. April 1888 begannen schließlich die Bauarbeiten. Aufgrund der einfachen Topographie konnten die Bauarbeiten trotz witterungsbedingter Störungen nach 13 Monaten abgeschlossen werden.

### Erste Betriebsjahre und Verstaatlichung
Die Strecke ging am 1. Juni 1889 in Betrieb und wurde von der Lokalbahn Aktien-Gesellschaft betrieben. Bereits am 18. Mai 1889 – noch vor der Betriebsaufnahme – wurde der Leichnam der Königinmutter Marie von Bayern mit der Bahn ab Füssen befördert. Aus der Frühzeit der Strecke stammt die Lokomotive „Füssen“, die heute als älteste betriebsfähige regelspurige Dampflokomotive in Deutschland gilt.
1899 wurde von der königlich bayerischen Staatsbahn die Bahnstrecke Marktoberdorf–Lechbruck eröffnet, welche die ersten zwei Kilometer der Lokalbahn folgte.
Aufgrund von Unwetterschäden im Bereich Leuterschach im Mündungsgebiet der Lobach in die Wertach im Jahr 1931 wurde die Strecke dort verlegt. Mit der Zunahme des Verkehrs musste die Strecke verstärkt werden. Hierfür wurde 1937 die Brücke über den Lobach erneuert und die Brücke über den Kippach verstärkt sowie neue Abstellgleise in Füssen errichtet. Zur Verbesserung der Betriebsführung erhielten zwei Bahnhöfe Einfahrsignale. Durch diese Maßnahmen konnte die Streckengeschwindigkeit von 40 auf 50 km/h erhöht werden.
Nach Insolvenz der LAG wurde die Strecke zum 1. August 1938 verstaatlicht.

### Seit 1938
Ende der 1930er Jahre wurde über eine Verlängerung der Bahnstrecke in Richtung der Außerfernbahn als Fortsetzung der Ortlerbahn, Reschenscheideckbahn und einer Bahnlinie über den Fernpass nachgedacht. Die Deutsche Reichsbahn erwarb hierfür bereits ein Grundstück in Füssen für die Errichtung eines Durchgangsbahnhofs.
Nach Ende des Zweiten Weltkriegs übernahm die Deutsche Bundesbahn die Strecke.
Am 9. Mai 1989 wurde sie auf den Signalisierten Zugleitbetrieb (SZB) der Bauform Scheidt & Bachmann mit einem Zugleiter in Marktoberdorf umgestellt. Die Bahnhöfe Lengenwang und Weizern-Hopferau erhielten Rückfallweichen und sind, neben dem Bahnhof Füssen, nicht mehr besetzt.

### Zukunftsaussichten
2024 wurden vom Füssener Stadtrat Mittel für die Planungen eines neuen Haltepunkts an der Froschenseestraße in Füssen-West freigegeben, der bis 2030 gebaut werden soll.
Im Februar 2025 wurde ein Gutachten zur Dekarbonisierung des Schienenpersonennahverkehrs in Schwaben und dem westlichen Oberbayern im Auftrag des Freistaat Bayern vorgestellt. Demnach soll in Füssen eine Oberleitungsinselanlage errichtet werden. Auf den anschließenden Streckenabschnitt nach Marktoberdorf sollen Akkumulatortriebwagen verkehren, deren Batterien in Füssen aufgeladen werden. Der Freistaat möchte die DB InfraGO noch im Jahr 2025 mit der Planung des Infrastrukturausbaus beauftragen.

## Verkehr
Seit 1898 wurden die meisten Personenzüge zwischen Füssen und Kaufbeuren oder Biessenhofen über die Bahnstrecke Biessenhofen–Marktoberdorf durchgebunden. Zeitweise bestand in Form von Fern-Express-Kurswagen auch Schienenpersonenfernverkehr auf der Strecke. 
Auf der Strecke verkehrt die Regionalbahn-Linie RB 77 Augsburg–Füssen im Stundentakt. Daneben besteht die Linie RB 68 München–Füssen mit täglich drei Zugpaaren. Die Bayerische Regiobahn (BRB) betreibt diese Linien seit dem Fahrplanwechsel am 9. Dezember 2018 mit Alstom-Coradia-LINT-Dieseltriebwagen. Zuvor wurde der Schienenpersonennahverkehr auf der Strecke von DB Regio Bayern unter dem Namen König-Ludwig-Bahn durchgeführt. 

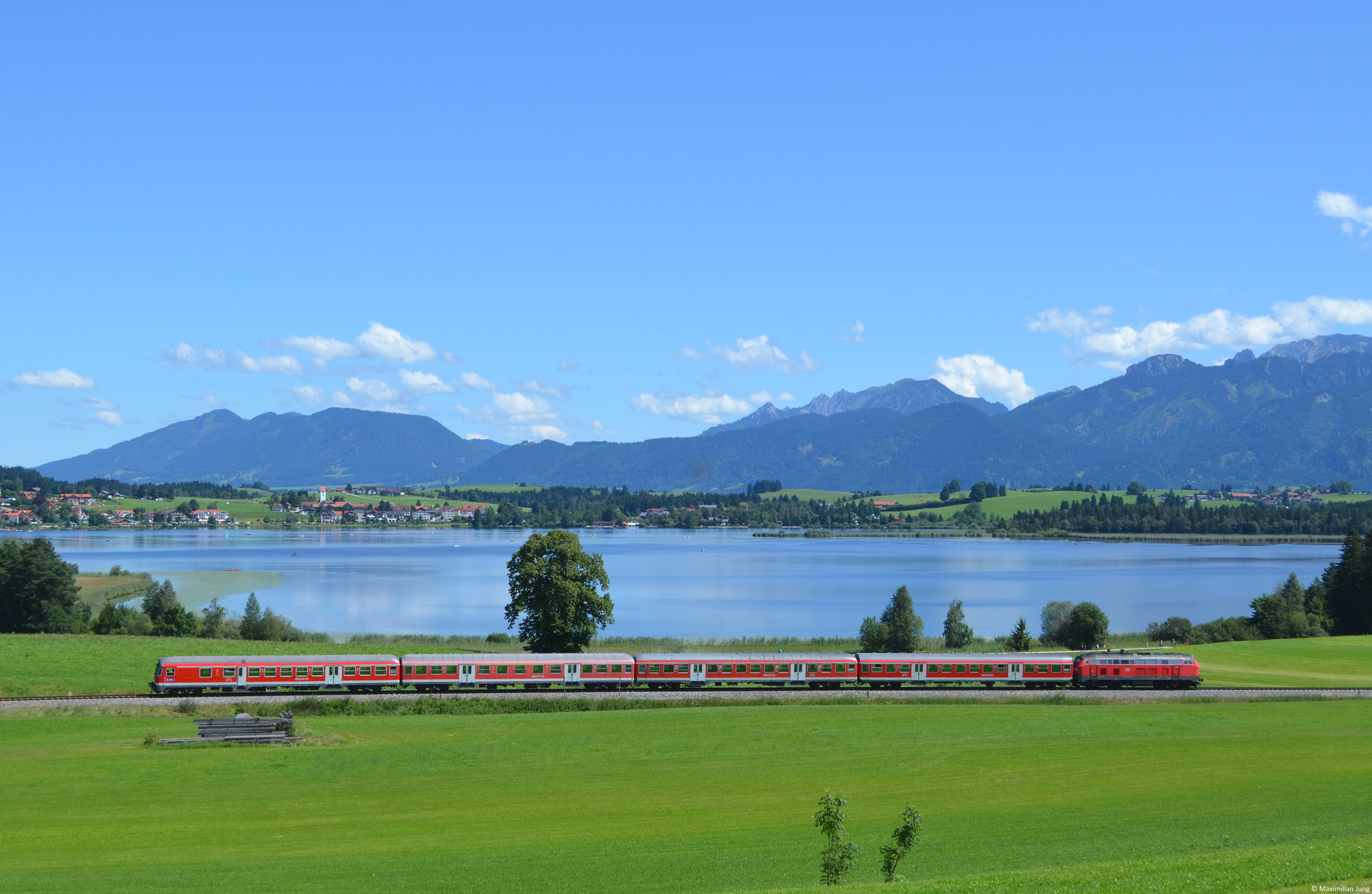
Ein bis 2014 typischer, aus Lokomotiven der Baureihe 218 und n-Wagen gebildeter, Regionalbahn-Zug im August 2014 bei Hopferau.

Als Regional-Express von München kamen bis Dezember 2014 Lokomotiven der Baureihe 218 mit n-Wagen zum Einsatz. Anschließend setzte die Deutsche Bahn zunehmend die Baureihe 245 mit Doppelstockwagen ein. Die Baureihe 245 bewährte sich auf dieser Strecke allerdings nicht, sodass bis zum letzten Betriebstag die Baureihe 218 die Doppelstock-Wendezüge beförderte. Die letzten n-Wagen-Wendezüge wurden im Juni 2015 ersetzt. Die Regionalbahn-Züge zwischen Augsburg und Füssen wurden mit Triebwagen der Baureihe 642 betrieben.